# پادشاهی آهوم
پادشاهی آهوم (انگلیسی: Ahom kingdom) یکی از مهم‌ترین دولت‌های محلی در شمال‌شرق هند بود که از سدهٔ چهاردهم میلادی تا اوایل سدهٔ نوزدهم میلادی بر ناحیهٔ آسام امروزی حکومت کرد. این پادشاهی را قومی از تبار تای به نام «آهوم» در سال ۱۲۲۸ میلادی بنیان گذاشتند. رهبر آنان، سوکافا، پس از عبور از رود براهماپوترا و مهاجرت از سوی برمهٔ علیا (میانمار کنونی)، در درهٔ حاصل‌خیز براهماپوترا مستقر شد و پایه‌های نخستین حکومت آهوم را گذاشت.
آهوم‌ها با ورود خود به آسام، به‌تدریج با بومیان منطقه از جمله قبایل نارا، چوتیا، کچاری و دیگر گروه‌های تبتی-برمه‌ای درآمیختند. زبان، فرهنگ و آیین‌های آنان با گذشت زمان تغییر یافت و هویت خاصی با ترکیبی از عناصر تای و بومی آسام به وجود آمد. حکومت آهوم‌ها از همان آغاز ویژگی متمایزی داشت: آن‌ها یک سامانهٔ اداری منظم ایجاد کردند که بر اساس تقسیم کار و وفاداری به شاه عمل می‌کرد. در این ساختار، ادارهٔ زمین‌ها و جمع‌آوری خراج نقش محوری داشت و نیروی کار عمدتاً از طریق نظامی موسوم به «پایک» سازمان‌دهی می‌شد؛ بدین صورت که هر مرد بالغ موظف بود بخشی از سال را به کار برای دولت، در قالب کشاورزی، ساخت‌وساز یا خدمت نظامی اختصاص دهد.
پادشاهی آهوم برای چند سده در برابر یورش‌های بیرونی مقاومت کرد. یکی از مهم‌ترین تهدیدها حملهٔ مغولان در سدهٔ هفدهم بود. لشکرکشی‌های امپراتوری گورکانی به آسام بارها صورت گرفت اما در نبردهای متعددی، از جمله نبرد سارای‌گاه در سال ۱۶۷۱، آهوم‌ها توانستند با رهبری لاچیت بورفوکان مهاجمان مغول را شکست دهند. این نبرد جایگاه آهوم‌ها را به‌عنوان نیرویی قدرتمند در شمال‌شرق هند تثبیت کرد.
در درون، پادشاهی آهوم گاه دچار کشمکش‌های جانشینی و جنگ‌های داخلی می‌شد. با این حال، در طول سده‌ها، توانست قلمروی خود را گسترش دهد و هویت سیاسی مستقلی در برابر امپراتوری‌های بزرگ‌تر حفظ کند. آهوم‌ها همچنین نقش مهمی در گسترش آیین هندو و جذب سنت‌های ویشنوئی در آسام ایفا کردند؛ هرچند فرهنگ و زبان تای-آهوم به‌تدریج در میان مردم رنگ باخت و زبان آسامی جای آن را گرفت.
با آغاز سدهٔ نوزدهم، فشارهای خارجی به‌شدت افزایش یافت. نخست، حملات برمه‌ای‌ها در دههٔ ۱۸۱۰ میلادی پادشاهی آهوم را تضعیف کرد. سپس با ورود بریتانیا به صحنه، سرنوشت این پادشاهی رقم خورد. در پی جنگ اول انگلیس و برمه (۱۸۲۴–۱۸۲۶)، بر اساس معاهده یاندابو در سال ۱۸۲۶، سرزمین آهوم تحت سلطهٔ کمپانی هند شرقی درآمد و عملاً استقلال آن پایان یافت.
میراث پادشاهی آهوم همچنان در آسام باقی است. از یک‌سو، بسیاری از ساختارهای اجتماعی و اقتصادی آسام مدیون نظام اداری آهوم‌ها است. از سوی دیگر، نمادهایی مانند نبرد سارای‌گاه و شخصیت‌هایی همچون لاچیت بورفوکان در حافظهٔ تاریخی و ملی‌گرایی آسام جایگاه ویژه‌ای دارند. امروزه پژوهشگران بر این باورند که آهوم‌ها نقش اساسی در شکل‌گیری هویت سیاسی و فرهنگی آسام ایفا کردند و توانستند برای بیش از شش قرن در یک منطقهٔ پرچالش و پر از تنوع قومی، حکومتی نسبتاً پایدار را اداره کنند.